# Nikolai Iwanow (Astronom)
Nikolai Iwanow (russisch Николай Иванов, wissenschaftlicher Transliteration Nikolaj Ivanov, Lebensdaten unbekannt) ist oder war ein sowjetischer Astronom, der drei Asteroiden entdeckte. Näheres von seinem Leben ist nicht bekannt.

## Entdeckte Asteroiden
| Asteroid        | Asteroidentyp            | Entdeckungsdatum                                   | Provisorische Bezeichnung(en) |
| --------------- | ------------------------ | -------------------------------------------------- | ----------------------------- |
| (1086) Nata     | Äußerer Asteroidengürtel | 25. August 1927 (mit Sergei Iwanowitsch Beljawski) | 1927 QL; 1925 JA; A900 YB     |
| (1118) Hanskya  | Äußerer Asteroidengürtel | 29. August 1927 (mit Sergei Iwanowitsch Beljawski) | 1927 QD; 1930 DK; 1935 BM     |
| (1224) Fantasia | Innerer Asteroidengürtel | 29. August 1927 (mit Sergei Iwanowitsch Beljawski) | 1927 SD; 1934 TO              |